# Piatra Pinului și Piatra Șoimului

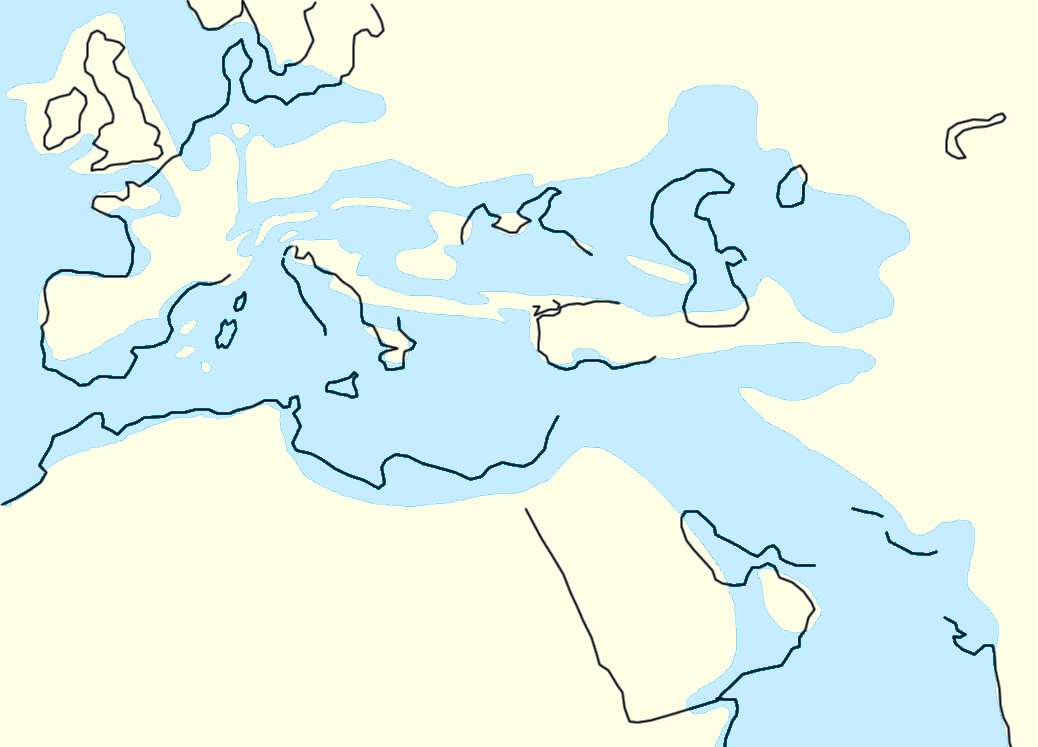
Marea Paratethys în Rupelian (prima perioadă a Oligocenului 33,9-28,4 m.a. î.e.n)

Piatra Pinului și Piatra Șoimului alcătuiesc o arie protejată de interes național ce corespunde categoriei a IV-a IUCN (rezervație naturală de tip geologic, paleontologic și peisagistic), situată în județul Suceava, pe teritoriul administrativ al orașului Gura Humorului.

## Localizare
Aria naturală este situată la limita nordică a Munților Stânișoarei la nivelul zonei de contact dintre Obcina Voronețului și partea din dreapta a râului Moldova, aproape de drumului european E58, în partea central-sudică a județului Suceava și cea sudică a localității Gura Humorului
Accesul se face din E58 pornind de la Gura Humorului spre Câmpulung Moldovenesc, cu viraj la stânga spre Voroneț, iar apoi după traversarea râului Moldova spre stânga pe un drum parțial asfaltat care urmărește îndeaproape albia râului.

## Descriere
Rezervația naturală are o suprafață de 0,50 hectare. Ea reprezintă o zonă parțial împădurită (pin silvestru, brad, molid fag), în a cărei teritoriu se află:
- Un punct fosilifer
- O altă formațiune geologică stâncoasă spectaculoasă, Piatra Șoimului, la câteva sute de metri în amonte de Piatra Pinului.

Merită menționat faptul că afinul negru, se afla aici la cea mai mică altitudine din Bucovina (600 m).
În imediata vecinătate a Pietrei Pinului, s-au descoperit rezerve de apă minerală termală slab sulfuroasă, oligo-minerală.

## Punctul fosilifer Piatra Pinului
Este situată la 1,5 km în aval de confluența cu pârâul Voroneț.
Acesta cuprinde depozite sedimentare (argile sapropelice și gresii albe cuarțifere) formate în Oligocen în urma cu circa 30 de milioane de ani, aflate la nivelul unui afloriment situat pe un versant acoperit cu blocuri de stancă și grohotiș.
Aici s-au descoperit resturi fosile de pești preistorici (specii ce aparțin genurilor Lepidopus, Alosa, Scorpaena, Sardinella, Clupea etc.) situate în marne, gresii și conglomerate. Printre acestea s-a găsit și un pește lung de 1,8 m (Palaeorhynchus humorensis) în partea superioara a stâncii, într-o intercalație subțire de argile disodilice prinsă între stratele groase de gresii albe relativ dure (de Kliwa), care formează actual peretele exterior al Pietrei Pinului.
Contextul geologic fosilifer este constituit din stive de roci moi formate în adâncurile Mării Paratethys. O particularitate a acesteia avea să determine conservarea în straturile de sedimente a corpurilor animalelor moarte. Astfel spre diferență de alte mări și oceane, datorită unor particularități ale reliefului submarin Paratethys nu beneficia de existența unui circuit eficient de oxigenare a straturilor de apă de adâncime. În lipsa oxigenului lipseau și microorganismele care să descompună cadavrele, în absența unor procese biologice de descompunere materia organică respectivă pornind pe drumul fizico-chimic lung, la capătul căruia se află petrolul. Această transformare în zonele fosilifere s-a blocat într-o fază incipientă. Rocile fine, bituminoase (roci mamă ale zacămintelor de petrol) conțin astfel resturi fosilifere. 
Fragmente de roci ce conțin resturi fosilifere, precum și roci specifice rezervației, se pot admira în cadrul Colecției de Paleontologie a Muzeului de Științele Naturii din Suceava.

## Istoricul rezervației
În preioada 1960—1963 un elev (Brustur Titus, astăzi geolog) al Liceului teoretic din Gura-Humorului dislocând mai multe plăci de șist în partea de vest a stâncii, a descoperit pe unele impresiunile unor pești preistorici. Ulterior în partea de sus, a  descoperit amprenta completă a unuia lung de aproximativ 1,80 m. Ajuns student la Facultatea de Geologie-Geografie București  și-a informat profesorii, ulterior paleontologul Dr. Dan Grigorescu venind împreună cu studentul spre a înregistra toate datele necesare și pentru a ridica și duce la București plăcile de rocă.. Era vorba de o specie pe atunci necatalogată de Palaeorhynchus căreia i s-a dat numele științific de Palegrhynchus humorensis.
Zona fost mai târziu declarată arie protejată prin Legea nr.5 din 6 martie 2000 (privind aprobarea Planului de amenajare a teritoriului național - Secțiunea a III-a zone protejate)
Către sfârșitul secolului XIX un grup de meșteri pietrari italieni au scos din zona care urma să fie ulterior a rezervației, blocuri mari de stânca pentru a le folosi la îndiguirea râului Moldova, urmele acestei lucrări fiind și astăzi vizibile. În plus - în urmă cu mai mult de un secol, încă se mai vedea ieșirea unei chilii de pustnic săpate în stânca Pietrei Șoimului.